# Aire d'attraction de la Charité-sur-Loire
L'aire d'attraction de la Charité-sur-Loire est un zonage d'étude défini par l'Insee pour caractériser l’influence de la commune de La Charité-sur-Loire sur les communes environnantes. Publiée en octobre 2020, elle se substitue à l'aire urbaine de La Charité-sur-Loire, qui comportait 3 communes dans le zonage de 2010.

## Définition
L'aire d'attraction d'une ville est composée d’un pôle, défini à partir de critères de population et d’emploi ainsi que d’une couronne constituée des communes dont au moins 15 % des actifs travaillent dans le pôle. Le pôle d’attraction constitue ainsi un point de convergence des déplacements domicile-travail,.

## Géographie
L’aire d'attraction de la Charité-sur-Loire est une aire inter-régionale qui comporte 4 communes : 2 situées dans le Cher et 2 dans la Nièvre (Herry et Saint-Martin-des-Champs). 

### Carte

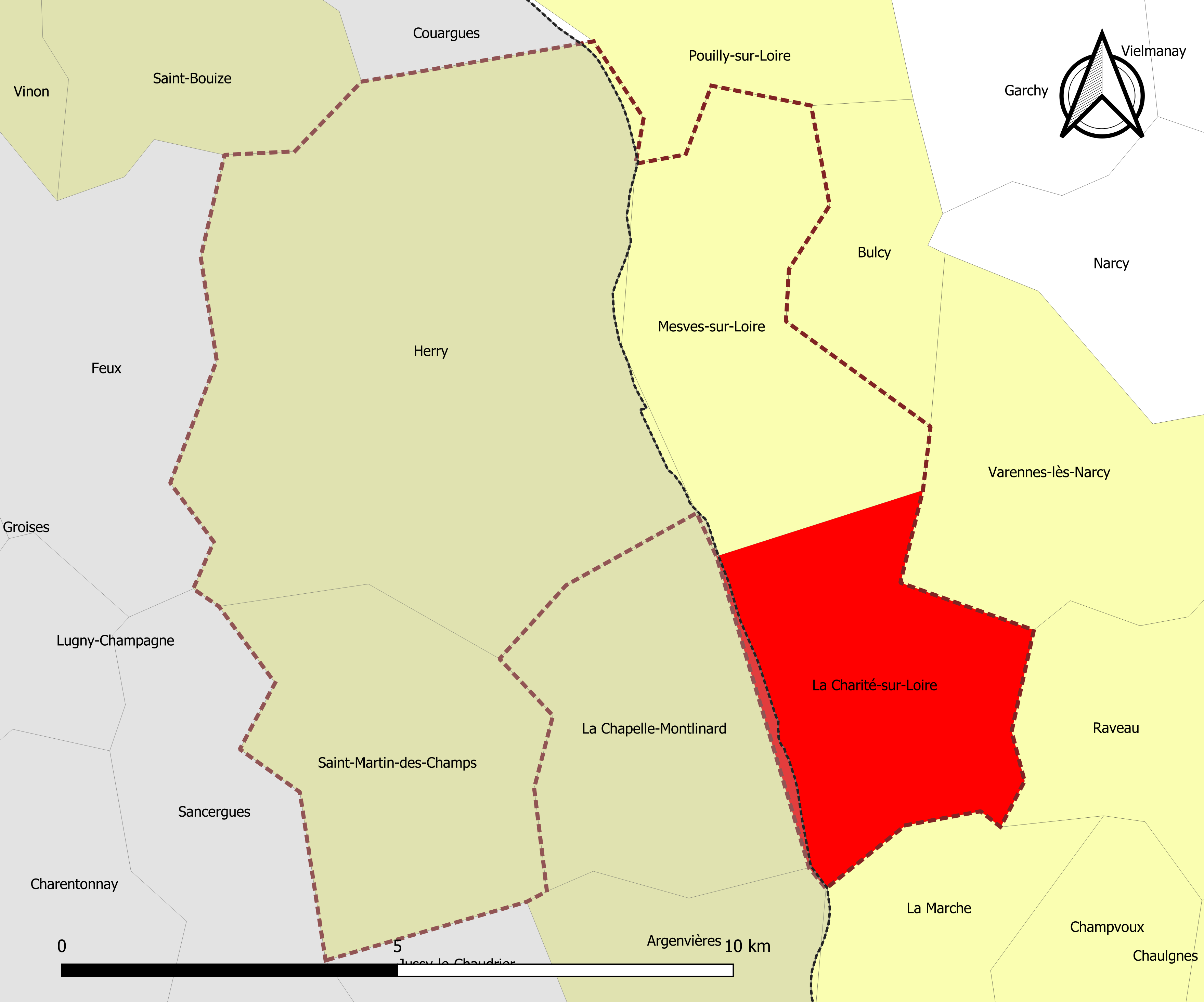
Carte de l'aire d'attraction de la Charité-sur-Loire.
Commune-centre
Commune de la couronne

### Composition communale
| Nom                                   | Code Insee | Département | Statut                 | Superficie (km2) | Population (dernière pop. légale) | Densité (hab./km2) | Modifier                                    |
| ------------------------------------- | ---------- | ----------- | ---------------------- | ---------------- | --------------------------------- | ------------------ | ------------------------------------------- |
| La Charité-sur-Loire (commune-centre) | 58059      | Nièvre      | commune-centre         | 15,78            | 4 701 (2022)                      | 298                | modifier les données · modifier les données |
| Herry                                 | 18110      | Cher        | commune de la couronne | 49,87            | 959 (2022)                        | 19                 | modifier les données · modifier les données |
| Saint-Martin-des-Champs               | 18224      | Cher        | commune de la couronne | 18,96            | 303 (2022)                        | 16                 | modifier les données · modifier les données |
| Mesves-sur-Loire                      | 58164      | Nièvre      | commune de la couronne | 18,64            | 656 (2022)                        | 35                 | modifier les données · modifier les données |

## Démographie
Cette aire est catégorisée dans les aires de moins de 50 000 habitants, une catégorie qui regroupe 12,2 % de la population au niveau national.